# La Courneuve
La Courneuve is een gemeente in het Franse departement Seine-Saint-Denis (regio Île-de-France). De gemeente telde 47.086 inwoners op 1 januari 2022. De plaats maakt deel uit van het arrondissement Saint-Denis.

## Geografie
De oppervlakte van La Courneuve bedroeg op 1 januari 2022 7,52 vierkante kilometer; de bevolkingsdichtheid was toen 6.261,4 inwoners per km².
De onderstaande kaart toont de ligging van La Courneuve met de belangrijkste infrastructuur en aangrenzende gemeenten.

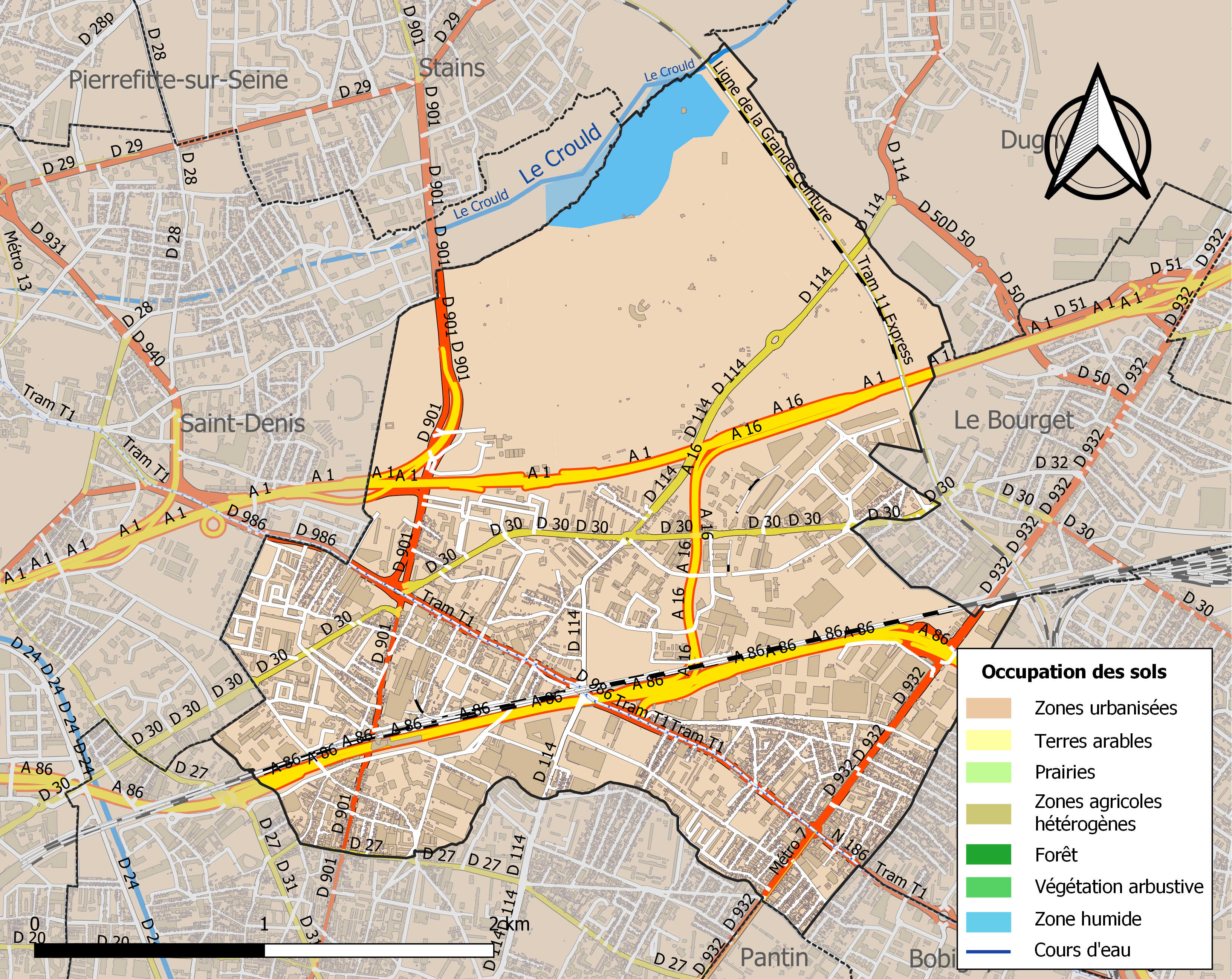

## Demografie
Onderstaande figuur toont het verloop van het inwonertal (bron: INSEE-tellingen).